# Mfuwe Lodge
El Mfuwe Lodge es un hotel rústico safari con vistas a la laguna de Mfuwe en el Parque Nacional del Sur Luangwa, Zambia, a sólo cinco minutos en vehículo de la puerta principal. Se compone de 18 chalets que fueron totalmente reformados en 2010. Hay una Spa contiguo que ofrecen masajes y otros tratamientos relacionados. El Lodge fue votado como el mejor Hotel en Zambia y el Mejor Spa en 2009[cita requerida]. 
La casa de campo es propiedad de la Compañía Bushcamp, que también opera seis campamentos en el parque, a lo largo del río Luangwa y Kapamba. Los visitantes suelen combinar una estancia en la casa de campo con estancias en los campamentos.